# Columbia Records
Columbia Records é uma grande gravadora americana de propriedade da Sony Music, uma subsidiária da Sony Corporation of America, a divisão norte-americana do conglomerado japonês Sony.
Fundada em  1888 em Washington, D.C., hoje está sediada na cidade de Nova Iorque. É uma das mais antigas gravadoras dos Estados Unidos e a segunda mais poderosa do país, sendo que possui fábricas de CDs nos 50 estados dos Estados Unidos, facilitando e controlando a distribuição não só dos artistas que eles contratam, mas também das gravadoras menores que não tem suporte de distribuição.
Eles têm um contrato especial também, chamado de PD que significa Press & Distribuition, que traduzindo significa "impressão e distribuição", assim eles podem não assinar com certos artistas, mas reter parte dos lucros em edição e na distribuição, o que pode levar a praticamente 66% dos lucros.
Na década de 1960, várias subsidiárias da Columbia Records foram criadas fora dos Estados Unidos, com a marca CBS, entre elas Discos CBS S.A., no Brasil.
Em 2009, durante a reconsolidação da Sony Music, a Columbia fez uma parceria com sua gravadora "irmã", Epic Records para formar a Columbia / Epic Label Group, que atualmente funciona como sua impressão digital.

## Artistas
São ou foram contratados da Columbia, os seguintes artistas:
- Jennie
- George Ezra

- Zezé Di Camargo & Luciano
- Adele
- Beyoncé
- Miley Cyrus
- Harry Styles
- Lauren Jauregui
- Declan McKenna
- Bessie Smith
- Grace VanderWaal
- Lea Michele
- Daft Punk
- Rouge
- Rosalía
- AC/DC
- Aerosmith
- Little Mix
- Jordy Lemoine
- Malice Mizer
- The Offspring
- Barbara Streisand
- Billy Joel
- Big L (1974-1999)
- Bob Dylan
- Mariah Carey
- Boys Like Girls
- Carly Simon
- Celine Dion
- Gloria Estefan
- Janis Joplin
- Jeff Buckley
- John Mayer
- MGMT
- Payable On Death
- Mahalia Jackson (1955 - 1971)
- Michelle Williams
- George Michael
- The Gossip
- Rachel Crow
- Ricky Martin
- System of a Down
- One Direction
- Emblem3
- Big Time Rush
- Emily Osment
- Victoria Justice
- The Ting Tings
- Roberto Carlos
- Roy Orbison
- Nina Dobrev
- T. Mills
- Belinda
- Naya Rivera
- Three 6 Mafia
- Juicy J
- Elenco de Glee
- Bring Me The Horizon
- Prettymuch
- Barry Gibb
- The Neighbourhood
- Arizona Zervas
- Powfu
- Alice In Chains
- Lil Peep
- Diana
- Cyndi Lauper
- Marinês
- Claudia Telles
- Clemilda

## Gravadoras Afiliadas
American Recording Company, Columbia Label Group (UK), Aware Records e Columbia Nashville que é parte da Sony Music Nashville que tem artistas de peso da música country como Miranda Lambert e Johnny Cash e distribui nos EUA, consagrados artistas sertanejos como Zezé di Camargo & Luciano e Victor & Leo.

## Executivos da Columbia Records
- Rob Stringer - Presidente da Columbia / Epic Label Group
- Rick Rubin, Steve Barnett (Executivo Musical) - Copresidentes da Columbia Records
- Mike Smith - Chefe da Columbia britânica de A & R